# Brillenkakadu
Der Brillenkakadu (Cacatua ophthalmica) gehört zur Ordnung der Papageien (Psittaciformes) in die Familie der Kakadus (Cacatuidae) und zur Gattung der Kakadus (Cacatua).

## Beschreibung
Bei den Brillenkakadus haben Weibchen sowie Männchen mit 50 cm ungefähr die gleiche Größe. Ihre Färbung ist weiß und sie tragen blaue Ringe um die nackten Augen. Die breite Rundhaube ist von innen mit gelben Federn gespickt und insgesamt finden sich an anderen Körperstellen (Ohrdecken, Hals, Wangen, Flügel- und Schwanzunterseite) je nach Individuum Stellen mit leichter Gelbfärbung. Die kräftigen Greiffüße mit je zwei Krallen vorne und hinten sind grau und die hakenförmigen Schnäbel sind grau bis schwarz. Unterschieden werden Männchen und Weibchen durch ihre Augenfarbe Iris, die bei männlichen Tieren dunkelbraun und bei weiblichen Tieren eher rotbräunlich sind. Bei Jungtieren ist das Geschlecht jedoch noch nicht über die Augenfarbe zu bestimmen, da beide Geschlechter dunkle Augen besitzen.

## Lebensraum
Brillenkakadus kann man zum Beispiel in Neu-Britannien in Waldrändern, Primärwald oder bereits teilweise gerodeten Flächen bis zu einer Höhe von 1000 Metern antreffen. Dabei sind sie jedoch am häufigsten im tropischen Regenwald (Tieflandgebiete) anzutreffen.

## Sozialverhalten
Über das Sozialverhalten der Vögel ist bis jetzt noch nicht allzu viel bekannt, da man diese im dichten Regenwald nur schwer ausmachen kann. Wenn man sie sieht, dann meistens im Flug, der zwischen aktivem Flügelschlagen und Gleitphasen abwechselt. Man schätzt, dass die Tiere paarweise oder in Gruppen bis zu 20 Tieren leben. Über Brut, Paarung und weiteres Sozialverhalten gibt es keine Angaben.

## Nahrung
Die Nahrung des Brillenkakadus ist größtenteils vegetarisch und besteht aus Früchten, Beeren, Samen und Nüssen. Er bedient sich jedoch gerne auch mal an kleineren Insekten und Larven, die er sich fängt.

## Zucht
Da die Tiere in freier Wildbahn so gut wie nicht auszumachen sind und das schwierige Gelände ein Einfangen der Tiere so gut wie nicht erlaubt, gibt es nur vereinzelt Exemplare in Gefangenschaft.